# Tell Mama
Tell Mama ist das siebte Album der amerikanischen Sängerin Etta James. Es wurde 1968 auf Cadet Records, einem Sublabel von Chess Records, veröffentlicht. Im Jahr 2001 wurde die Langspielplatte als CD unter dem Titel Tell Mama: The Complete Muscle Shoals Sessions wieder aufgelegt.

## Allgemeines
Leonard Chess schickte Etta James in die FAME Studios nach Muscle Shoals, Alabama und es zahlte sich aus, denn es entstand eines der besten und soulgetränktesten Cadet-Alben, die Etta James aufnahm. Das Album enthält neben dem Titelsong und Security auch noch I’d Rather Go Blind, einem weiteren Song, der auch später noch von James gesungen wurde, obwohl er ursprünglich kein Hit war.
Aus dem Album wurden zwei Singles ausgekoppelt (Tell Mama und Security, im Original von Otis Redding). Tell Mama erreichte in den Rhythm-and-Blues-Charts Platz 10 und in den Popcharts Rang 23, Security Platz 11 und 35. Das Album selbst war ebenfalls erfolgreich und erreichte Platz 21 in den Rhythm and Blues Charts und 82 in den Popcharts. 2006 wurde das Album in die Blues Hall of Fame der Blues Foundation aufgenommen.

## Titelliste

### Originalaufnahme

#### Seite 1
1. Tell Mama (Clarence Carter, Marcus Daniel, Wilbur Terrell)
2. I’d Rather Go Blind (Billy Foster, Ellington Jordan)
3. Watch Dog (Don Covay)
4. Love of My Man (Ed Townsend)
5. I’m Gonna Take What He’s Got (Covay)
6. Same Rope (Caston, Webster)

#### Seite 2
1. Security (Otis Redding, Margaret Wesson)
2. Steal Away (Jimmy Hughes)
3. My Mother in Law (George David, Lee Diamond)
4. Don’t Lose Your Good Thing (Rick Hall)
5. It Hurts Me so Much (Charlie Chalmers)
6. Just a Little Bit (Bass, Brown, Thornton, Washington)

### Neuauflage

#### Bonustracks
Die Neuauflage wurde digital bearbeitet und enthält neben den Titeln der Langspielplatte noch zusätzlich folgende Titel:
1. Do Right Woman, Do Right Man 2:58
2. You Took It 2:38
3. I Worship the Ground You Walk On 2:24
4. I Got You Babe 2:26
5. You Got It 2:24
6. I’ve Gone Too Far 2:20
7. Misty 3:12
8. Almost Persuaded 3:21
9. Fire 2:23
10. Do Right Woman, Do Right Man 2:59

## Kritiken
Über die Neuauflage schreibt das Living Blues Magazin, dass die Songs den Test der Zeit bestanden hätten. Und auch in der Besprechung des Q Magazins wird das Album als sehr gut bezeichnet.